# Convertisseur DC-DC
Un convertisseur DC-DC est un circuit d'électronique de puissance ou un dispositif électromécanique qui convertit une source de courant continu (DC) d'un niveau de tension électrique spécifié à un autre différent. C'est un type de convertisseur de puissance électrique. Les niveaux de puissance considérés par de tels circuits vont de très bas (petites batteries) à très haut (transmission de puissance à haute tension voire très haute tension).

## Histoire
Avant le développement des semi-conducteurs de puissance, une façon de convertir la tension d'une alimentation en courant continu en une tension plus élevée, pour des applications de faible puissance, était de la convertir en courant alternatif en utilisant un vibrateur, puis un transformateur élévateur et enfin un redresseur,. Lorsqu'une puissance plus élevée était nécessaire, on utilisait souvent un groupe moteur-générateur, dans lequel un moteur électrique entraînait un générateur qui produisait la tension souhaitée. (Le moteur et le générateur pouvaient être des dispositifs distincts ou être combinés en une seule unité appelée Commutatrice ou « dynamotor », sans arbre d'alimentation externe). Ces conceptions relativement inefficaces et coûteuses n'étaient utilisées que lorsqu'il n'y avait pas d'autre solution, comme pour alimenter un autoradio (qui utilisait alors des valves (tubes) thermioniques nécessitant des tensions beaucoup plus élevées que celles disponibles dans une batterie de voiture de 6 ou 12 V). L'introduction des semi-conducteurs de puissance et des circuits intégrés l'a rendu économiquement viable grâce aux techniques décrites ci-dessous. Par exemple, la première consiste à convertir l'alimentation en courant continu en courant alternatif haute fréquence à l'entrée d'un transformateur, il est petit, léger et bon marché en raison de la haute fréquence qui modifie la tension qui est redressée en courant continu. Bien qu'en 1976, les récepteurs de radio de voiture à transistors ne nécessitaient pas de haute tension, certains radioamateurs ont continué à utiliser des alimentations par vibrateur et des dynamos pour les émetteurs-récepteurs mobiles nécessitant des tensions élevées, bien que des alimentations transistorisées soient disponibles.
S'il était possible de délivrer une tension plus faible à partir d'une tension plus élevée à l'aide d'un régulateur linéaire ou même d'une résistance, ces méthodes dissipaient l'excédent sous forme de chaleur.

## Topologie des convertisseurs DC-DC
Comme l'ensemble des convertisseurs de puissance, un convertisseur DC-DC se compose de cellules de commutations. Ces cellules sont dimensionnées afin d'augmenter ou de diminuer la tension continue (respectivement un courant continu) de part et d'autre du convertisseur.
Afin de réaliser une telle transformation, chaque interrupteur de puissance de la cellule de commutation sera composé soit d'un MOSFET ou d'un IGBT et l'autre interrupteur sera une diode. Dans d'autres (plus rares) cas les deux interrupteurs seront des thyristors. Cette particularité topologique différente des autres grandes classes de convertisseurs (Convertisseur AC-DC (redresseur) ,Convertisseur DC-AC (onduleur) ou Convertisseur AC-AC) s'explique par l'essence même du convertisseur qui doit transmettre une tension ou un courant monodirectionnel à partir d'une source elle aussi monodirectionnelle,.

## Exemples de convertisseurs DC-DC

Comparaison des topologies de convertisseurs DC-DC à commutation non isolés : Buck, Boost, Buck-Boost, Ćuk. L'entrée est à gauche, la sortie avec charge est à droite. Le commutateur est généralement un transistor MOSFET, IGBT ou un transistor bipolaire.

Le champ d'application des convertisseurs DC-DC est très étendus. Suivant le niveau de puissance transférée, la tension d'entrée, la tension de sortie et l'efficacité recherchée la topologie du convertisseur est différente. Plusieurs exemples sont donnés ci-dessous.
Le convertisseur est dit « isolé » lorsqu'une isolation galvanique est présente entre l'entrée et la sortie.

### Exemples de convertisseurs DC-DC non isolés
- Convertisseur DC-DC bidirectionnel Boost, montage élévateur de tension pour des puissances réduites.
- Convertisseur DC-DC bidirectionnel Buck, montage abaisseur de tension.
- Convertisseur DC-DC bidirectionnel non-inverseur Boost-Buck. Ce montage peut être abaisseur ou élévateur.
- Convertisseur DC-DC bidirectionnel Buck-Boost inversé.
- Convertisseur DC-DC bidirectionnel SEPIC
- Convertisseur DC-DC bidirectionnel Ćuk
- Pont en H
- Hacheur (terme générique qui regroupe plusieurs topologies différentes)

### Exemples de convertisseurs DC-DC isolés
- Convertisseur Flyback, montage équivalent au Buck-Boost isolé. Est très utilisé pour des puissances jusqu'à quelques dizaines de watts[8].
- Convertisseur Forward. Montage isolé équivalent au convertisseur Buck, peut être utilisé jusqu'à quelques centaines de watts[8] .
- Convertisseur LLC (convertisseur résonnant associant un pont en H, un transformateur et un redresseur à diode)[7],[8] .
- Convertisseur LCC (convertisseur résonnant associant un pont en H, un transformateur et un redresseur à diode). Ce convertisseur se base sur le même principe que les LLC à la différence qu'une inductance est remplacée par un condensateur.
- Dual Active Bridge. ce montage, qui peut être élévateur ou abaisseur, est utilisé pour des fortes puissances, par exemple des chargeurs de véhicules électriques[9].